# 구시로국
구시로노쿠니(일본어: 釧路国, くしろのくに)는 메이지 시대, 홋카이도에 설치되었던 일본의 구니이다. 현재의 구시로 지청과 도카치 지청의 아쇼로 군 일부에 해당한다. 설치 당시에는 이바시리 지청의 일부 지역도 포함했었다.